# À tous les bâtards
Albums de Eddy de Pretto
Cure
(2018) Crash Cœur
(2023)
Singles
1. Bateaux-mouches
Sortie : 6 janvier 2021
2. Désolé Caroline
Sortie : 9 février 2021
3. Parfaitement
Sortie : 4 mars 2021

À tous les bâtards est le deuxième album studio d'Eddy de Pretto, sorti le 26 mars 2021 sous le label Initial Artist Services.

## Développement
Pour son deuxième album après Cure, Eddy de Pretto s'est associé à Tepr, producteur ayant collaboré précédemment avec Yelle ou Woodkid. Le visuel de l'album, la liste des titres et la date de sortie sont annoncés par l'artiste en février 2021. 

## Singles
Le premier single de l'album est Bateaux-mouches, chanson autobiographique dans laquelle l'artiste revient sur ses débuts de chanteur, alors qu'il assurait l'animation en interprétant des reprises sur les bateaux-mouches parisiens.
Dans Désolé Caroline, deuxième single de l'album, Eddy de Pretto évoque le sujet d'une relation qui se termine. Si de prime abord on peut imaginer une relation avec une fille dénommée Caroline, certains y voient une référence à la cocaïne et une forme de dépendance,.

## Accueil
François Moreau des Inrocks le considère comme un produit « marketé », « structuré sur le modèle “un trending topic sur Twitter/une chanson” » .
En septembre 2021, l'album est certifié disque d'or puis disque de platine en août 2024.

## Liste des pistes
Édition standard
| No  | Titre           | Auteur                                                                                | Producteurs                                  | Durée |
| --- | --------------- | ------------------------------------------------------------------------------------- | -------------------------------------------- | ----- |
| 1.  | Bateaux-mouches | Eddy de Pretto ; Guillaume Willeme ; Charlie Trimbur ; Ambroise Willaume ; SuperParka | Tanguy Destable ; Charlie Trimbur            | 3:37  |
| 2.  | Parfaitement    | de Pretto ; Trimbur                                                                   | Destable ; Trimbur                           | 3:36  |
| 3.  | Val de larmes   | de Pretto ; Kyu Steed & Haze                                                          | Destable ; Trimbur ; Brière                  | 3:57  |
| 4.  | Freaks          | de Pretto ; Willeme ; Trimbur                                                         | Destable ; Trimbur                           | 3:16  |
| 5.  | Désolé Caroline | de Pretto ; Willeme                                                                   | Destable ; Trimbur ; Clément Loubens ; Diabi | 4:12  |
| 6.  | Créteil Soleil  | de Pretto ; Trimbur                                                                   | Destable ; Trimbur                           | 3:57  |
| 7.  | nu              | de Pretto ; Meryl                                                                     | Destable ; Trimbur                           | 2:53  |
| 8.  | Rose Tati       | de Pretto ; Willeme ; Diabi                                                           | Destable ; Trimbur ; Diabi                   | 3:24  |
| 9.  | Neige en août   | de Pretto ; Willeme ; Trimbur                                                         | Destable ; Trimbur ; Sacha Rudy              | 3:15  |
| 10. | À quoi bon      | de Pretto ; Willeme                                                                   | Destable ; Trimbur                           | 3:57  |
| 11. | La Fronde       | de Pretto ; Willeme ; Trimbur                                                         | Destable ; Trimbur                           | 3:19  |
| 12. | qqn             | de Pretto ; Kyu Steed & Haze                                                          | Destable ; Trimbur ; Loubens ; Diabi         | 4:07  |
| 13. | Si seulement    | de Pretto                                                                             | Destable ; Trimbur                           | 2:57  |
| 14. | La Zone         | de Pretto                                                                             | Destable ; Trimbur ; Loubens                 | 3:15  |
| 15. | Tout vivre      | de Pretto, Trimbur                                                                    | Destable ; Trimbur                           | 4:00  |